# Будьки (Вілейський район)
Будьки (біл. вёска Будзькі) — село в складі Вілейського району Мінської області, Білорусь. Село підпорядковане Хотеньчицькій сільській раді, розташоване в північній частині області.

## Історія
У 1921–1945 роках село Будьки I i Будьки II знаходилось у Польщі, у Вільнюській губернії, Вілейського повіту, гміні Хотеньчиці.

## Населення
- 1921 рік - 212 люди, 34 будинки[1].
- 1931 рік - 223 люди, 39 будинки[2].